# Terence Beesley
Terence Beesley (* 7. September 1957 in London, England; † 30. November 2017 in Cameron, Somerset, England) war ein britischer Schauspieler.

## Leben
Terence Beesley wurde als Sohn irischstämmiger Eltern in London geboren. Er absolvierte eine Schauspielausbildung an der London Academy of Music and Dramatic Art. Bekannt wurde er vor allem durch seine Rollen in dem US-amerikanischen Horrorfilm Das Phantom der Oper, Peter Kosminskys Fernsehfilm 15: The Life and Death of Philip Knight, Justin Kerrigans Human Traffic und Giacomo Martellis Krimi In ascolto. Zusammen mit Jonathan Church und Jules Melvin gründete er die Triptych Theatre Company.
Am 27. Januar 2007 heiratete Beesley die Schauspielerkollegin Ashley Jensen, die er 1999 bei der Arbeit an einem Theater kennenlernte. Die Hochzeit fand in Big Sur im US-Bundesstaat Kalifornien statt. Am 20. Oktober 2009 wurde ihr Sohn geboren.
Beesley starb am 30. November 2017 an einer Kohlenstoffmonoxidvergiftung. Es wird vermutet, dass er Suizid beging.

## Filmografie (Auswahl)
- 1988–2005: The Bill (Fernsehserie, 7 Episoden)
- 1989: Das Phantom der Oper (The Phantom of the Opera)
- 1990: Liebesroulette (Strike It Rich)
- 1991: Sherlock Holmes and the Leading Lady (Fernsehfilm)
- 1993: 15: The Life and Death of Philip Knight (Fernsehfilm)
- 1994: Decadence
- 1995: She’s Out (Fernsehminiserie, 5 Episoden)
- 1996: Mord auf dem Golfplatz (Murder on the Links)
- 1996: EastEnders (Fernsehserie, 3 Episoden)
- 1997: Beyond Fear (Fernsehfilm)
- 1999: Human Traffic
- 2001: Monkey King – Ein Krieger zwischen den Welten (The Lost Empire) (Fernsehfilm)
- 2001–2005: Heartbeat (Fernsehserie, 2 Episoden)
- 2001–2005: Doctors (Fernsehserie, 2 Episoden)
- 2002: A Is for Acid
- 2003: Inspector Barnaby (Midsomer Murders) (Fernsehserie, Episode 7x01)
- 2006: In ascolto
- 2008: Pussyfooting
- 2009: Table Manners
- 2013: New Tricks – Die Krimispezialisten (Fernsehserie, Episode 10x5)